# Raphaël Confiant
Raphaël Confiant (Le Lorrain, 25 gennaio 1951) è uno scrittore francese.
Compie studi superiori all'Université d'Aix-en-Provence. Militante della causa creola fin dagli anni 1970, partecipa con Jean Bernabé e Patrick Chamoiseau alla creazione del movimento letterario della Créolité.
Scrittore riconosciuto sia in creolo delle Antille che in francese, scrive in entrambe le lingue. Attualmente è professore all'Université des Antilles et de la Guyane.

## Opere
- in lingua creola delle Antille:
  - Jik dèyè do Bondyé, novelle, 1979
  - Jou Baré, poesia, 1981
  - Bitako-a, romanzo, 1985
  - Kòd Yanm, romanzo, 1986
  - Marisosé, romanzo, 1987
  - Dictionnaires des titim et sirandanes, 1998
  - Jik dèyè do Bondyé, romanzo, 1998
  - Le Galion, romanzo, 2000
  - Dictionnaire des néologismes créoles, 2001
  - Dictionnaire créole martiniquais-français, 2007
  - Moun-Andéwò a, romanzo, 2012
  - Blogodo, lessico, 2013
- in lingua francese:
  - Le Nègre et l'Amiral, romanzo, 1988, Prix Antigone
  - Eloge de la créolité, saggio, 1989 (avec Jean Bernabé et Patrick Chamoiseau)
  - Lettres créoles: tracées antillaises et continentales de la littérature (1635-1975), saggio, 1991
  - Eau de Café, romanzo 1991, Prix Novembre
  - Ravines du devant-jour, racconto, 1993, Prix Casa de las Americas
  - Commandeur du sucre, racconto, 1993
  - Aimé Césaire, une traversée paradoxale du siècle, saggio, 1993
  - L'Allée des Soupirs, romanzo, 1994, Prix Carbet
  - Bassin des ouragans, racconto, 1994
  - Les maîtres de la parole créole, racconti, 1995
  - Contes créoles, racconti, 1995
  - Le Gouverneur des dés, racconto, 1995
  - Mamzelle Libellule, romanzo, 1995
  - La Savane des pétrifications, racconto, 1995
  - La Vierge du Grand Retour, romanzo, 1996
  - La baignoire de Joséphine, racconto, 1997
  - Le Meurtre de Samedi-Gloria , romanzo, 1997, Prix RFO
  - L'archet du colonel, romanzo, 1998
  - Régisseur du rhum, racconto, 1999
  - Le Cahier de Romance, racconto, 2000
  - Brin d'amour, romanzo, 2001
  - Nuée ardente, racconto, 2002
  - La panse du chacal, romanzo, 2004
  - Adèle et la pacotilleuse, romanzo, 2005
  - Trilogie tropicale, romanzo, 2006
  - Nègre marron, romanzo, 2006
  - Chronique d'un empoisonnement annoncé, collettivo, 2007
  - Chlordécone 12 mesures pour sortir de la crise, collettivo, 2007
  - Case à Chine, romanzo, 2007
  - Les Ténèbres extérieures, romanzo, 2008
  - Black is Black, romanzo, 2008
  - Le Chien fou et le Fromager, romanzo, 2008
  - L'Hôtel du Bon Plaisir, romanzo, 2009
  - La Jarre d'or, romanzo, 2010
  - L'Emerveillable Chute de Louis Augustin et autres nouvelles, novelle, 2010
  - Citoyens au-dessus de tout soupçon, romanzo poliziesco, 2010
  - Du rififi chez les fils de la veuve, romanzo poliziesco, 2012
  - Rue des Syriens, romanzo, 2012
  - Les Saint-Aubert, L'en-allée du siècle 1900-1920, romanzo, 2012
  - Bal masqué à Békéland, romanzo poliziesco, 2013
  - Le Bataillon créole, romanzo, 2013
  - Nouvelles des mondes créoles, novelle (collettivo), 2013
  - Les Saint-Aubert, Les trente-douze mille douleurs 1920-1940, romanzo, 2014
  - Citoyens au-dessus de tout soupçon..., romanzo poliziesco, 2014
  - L'épopée mexicaine de Romulus Bonaventure, 2018
- tradotti in lingua italiana:
  - La profezia delle notti, Zanzibar, 1993
  - L'omicidio del Sabato Gloria, Instar libri, 2003 ("La meurtre de Samedi-Gloria", 1997)
  - Il comandante dello zucchero, Calabuig, 2017